# گروپون
گروپون، (به انگلیسی: Groupon) شرکت تجارت الکترونیک آمریکایی است، که در زمینه خرده‌فروشی آنلاین، معامله و خرید و فروش اینترنتی فعالیت می‌نماید.
شرکت گروپون در ماه نوامبر سال ۲۰۰۸ توسط آندره میسون، اریک لفکوفسکی و برد کی‌ول راه‌اندازی شد و در حال حاضر دارای ۱۵۰ فروشگاه در آمریکای شمالی و ۱۰۰ فروشگاه در اروپا، آسیا و آمریکای جنوبی می‌باشد.
دفتر مرکزی این شرکت در شهر شیکاگو، ایالات متحده آمریکا قرار دارد و دفاتر عملیاتی آن نیز در شهرهای بوستون، ماساچوست، نیویورک و تورنتو مستقر می‌باشند. سهام آن در بازار بورس نزدک معامله می‌شود.